# Багубалі: Завершення
Багубалі: Завершення (тел. బాహుబలి 2: ది కన్ క్లూజన్, там. பாகுபலி 2, англ. Baahubali 2: The Conclusion) — індійський епічний фантастичний фільм 2017 року режисера Кодурі Шрісайли Шрі Раджамулі. Продовження фільму «Багубалі:Початок» 2015 року.

## Сюжет
Принц Амарендра Багубалі — спадкоємець трону і відважний воїн. Його батько загинув від рук невідомих заздрісників. На трон королівства претендує і зведений брат Амарендри — Бгаллаладев, який заздрить братові з дитинства. Подолавши неймовірні труднощі, справжньому спадкоємцеві все ж вдалося зайняти місце на троні. В країні закінчилися багаторічні війни, недруги переможені, настав довгоочікуваний мир, народ зажив спокійним життям.
Але противники юного короля не дрімають. Його брат і дядько прагнуть звести наклеп на правителя, звинувачуючи у зраді і брехні. Ворогам вдалося зібрати військо заколотників на чолі з продажними генералами, які хочуть покінчити з принцом. Ім'я Багубалі зганьбилося, честь родини заплямована.
Але Амарендра не впадає у відчай. Він вирушає на пошуки вірних однодумців, знаходить чесних і сміливих людей, готових допомогти своєму королю і відновити справедливість.

## У ролях
| Актор           | Роль                     |
| --------------- | ------------------------ |
| Прабгас         | принц Амарендра Багубалі |
| Рана Даггубаті  | Бгаллаладев              |
| Анушка Шетті    | Девасена                 |
| Таманна Бхатія  | Авантіка                 |
| Рам'я Крішнан   | Сівагамі                 |
| Сат'ярадж       | Карікала Каттаппа Надаар |
| Нассар          | Пінгаладева              |
| Суббараджу      | Кумара Варма             |
| Ракеш Варре     | Сетупаті                 |
| Мека Рамакрішна | Джая Варма               |
| Чарандіп        | брат Калакея             |